# Valle Meria
La Valle Meria o Val Meria è una valle alpina situata nella provincia di Lecco, in Lombardia. Si sviluppa sulle pendici della Grigna Settentrionale ed è attraversata dal torrente Meria, che termina il suo corso nel Lago di Como nel comune di Lierna.

## Geografia
La Valle Meria si estende dalla Grigna Settentrionale, a un’altitudine di circa 2.410 metri, fino al livello del Lago di Como (200 metri). La valle è caratterizzata da pendii boscosi, pascoli alpini e formazioni rocciose che creano un ambiente naturale di grande suggestione.

## Natura e turismo
La Valle Meria è inserita in un contesto naturale ricco di biodiversità, con boschi di faggi, castagni e prati d’altura. La fauna comprende caprioli, volpi e una varietà di uccelli rapaci.
Lungo la valle si snodano diversi percorsi escursionistici, tra cui il "Sentiero del Viandante", che attraversa il comune di Lierna e offre spettacolari panorami sul Lago di Como. Le acque del torrente Meria alimentano storici mulini e lavatoi, che oggi rappresentano attrazioni turistiche e testimonianze del passato rurale della zona.
La Valle Meria è immersa in un contesto naturale incontaminato, ideale per escursioni e passeggiate. Lungo il suo percorso si trovano sentieri panoramici, tra cui il "Sentiero del Viandante", che attraversa parte della valle e offre viste spettacolari sul Lago di Como.
Tra le principali attività turistiche si segnalano:
- Escursioni sui sentieri che conducono alla Grigna Settentrionale e ad altre cime circostanti.
- Visite ai mulini e lavatoi storici di Lierna, alimentati dalle acque del Torrente Meria.
- Fotografia naturalistica, grazie ai panorami montani e lacustri.